# Yachthouse Residence Club
Yachthouse Residence Club é um complexo residencial de apartamentos de alto luxo, composto por duas torres gêmeas em Balneário Camboriú, no estado de Santa Catarina, Brasil. Em 2020, os dois edifícios atingiram a altura de 281 metros, tornando-se os mais altos do país. Suas obras continuaram até 2022. No mesmo ano, as torres gêmeas foram ultrapassadas pelo One Tower, também na mesma cidade, com 290 metros de altura. Em 2024, porém, com a colocação de pináculos, os dois edifícios voltaram a ser os mais altos do país, com 294,1 metros.
Os dois edifícios situam-se na Avenida Normando Tedesco, 1333, e as duas torres possuem 294,1 e 294 metros de altura, com total de 81 andares e 120 mil m² de área construída. O custo da obra é estimado em R$ 200 milhões e cada apartamento é avaliado em R$ 4 milhões. É uma realização do Grupo Pasqualotto & GT, com design do escritório Pininfarina.
Sua construção envolveu aproximadamente 600 trabalhadores e 87 mil m³ de concreto e foi empregada a técnica outrigger.

## Elevadores
22 elevadores servem os moradores e frequentadores do edifício Yachthouse. A tecnologia desenvolvida pela Atlas Schindler permite percorrer do térreo ao andar mais alto em 50 segundos, tornando-os os mais rápidos do país.

## Esportes radicais
Devido a altura e imponência do empreendimento, o Yachthouse tem se tornado alvo da prática de esportes radicais. Em novembro de 2017, basejumpers de todo o Brasil se reuniram para saltar de uma altura de 180 metros. Já em janeiro de 2021, foi a vez da prática de um outro esporte radical: o wingsuit.